# Homoeosoma picoensis
Homoeosoma picoensis is een vlinder uit de familie snuitmotten (Pyralidae). De wetenschappelijke naam is voor het eerst geldig gepubliceerd in 1997 door Meyer, Nuss & Speidel.
De soort komt voor in Europa.